# Robert de Nola
Ruperto de Nola, conosciuto anche con lo pseudonimo Mestre Robert (Catalogna, XV secolo – Catalogna, XVI secolo), è stato un cuoco spagnolo, autore del primo libro di cucina stampato in lingua catalana, Llibre del Coch. Lavorò per il Re di Napoli Ferdinando I.

## Biografia

### Llibre del Coch
Nola pubblicò il Llibre del Coch sotto lo pseudonimo di Mestre Robert a Barcellona nel 1520. È stato il primo libro di cucina in lingua catalana e tra i primi in Europa. Fu, come dice lo scrittore catalano Josep Pla, "un vero best seller" stampato cinque volte in catalano. In più, stranamente poiché non aveva neanche una ricetta castigliana, venne tradotto allo spagnolo a Toledo nel 1525 (Libro de Guisados, manjares y potajes intitulado Libro de cocina). Certe parti del libro si cimentano sul Llibre de Sent Soví, un noto ricettario medievale di cui copiò qualche tecnica e poi aggiunse piatti della cucina italiana, occitana e francese. Contiene ricette e tradizioni culinarie del Cinquecento.
Dal 1980, nella città di Figueres, il settimanale Hora Nova e il ristorante Mas Pau bandiscono il concorso Premio Robert de Nola al migliore articolo gastronomico.
Dal 2010, nella città di Nola, la Condotta Slow Food dell'agro nolano promuove ogni anno il Premio Ruperto da Nola. Il Premio nasce con lo scopo per segnalare il lavoro di quanti difendono, promuovono o arricchiscono il patrimonio enogastronomico dell'agro nolano-vesuviano considerato quale espressione culturale del passato e dell'avvenire del territorio.
Ogni anno esso viene consegnato a persone cui la Giuria del Premio riconosce un ruolo nella valorizzazione del patrimonio agroalimentare locale, contribuendo a frenarne l'impoverimento.
Il Premio è suddiviso in tre categorie:
Produttore
Cuoco/ristoratore
Comunicatore (giornalista, scrittore, attività educativa o di ricerca)
Ad esse si aggiunge la categoria Slow Life, dedicata a personalità pubbliche che hanno dedicato la propria vita ai principi della qualità della vita ed alla salvaguardia dell'ambiente, diventando autentici esempi da imitare.

## Curiosità
- De Nola è un celebre cuoco vissuto nel Cinquecento, reso famoso dal suo servizio alla corte di re Ferdinando. Dopo aver servito da giovane in case nobili di Nola, in particolar modo presso gli Orsini, fu chiamato a Napoli dagli Aragonesi.

- Della sua identità ancora oggi non c'è notizia certa, ma la conoscenza della sua attività la apprendiamo dal rinvenimento del Libro de guisados la grande raccolta delle 242 ricette di Ruperto che ci conducono in uno straordinario viaggio nella storia della cucina rinascimentale.

- Nel 2008 la giornalista Antonella Laudisi ha riprodotto, per i tipi de “Il laboratorio/le edizioni di Nola”, la versione originale del “Libro de guisados, manjares y potajes, intitulado libro de cozina” pubblicata nel 1529.

- La traduzione spagnola "Libro de manjares y potajes con el nombre de libro de cocina" contiene una ricetta di gatto arrosto in cui dice che "si può mangiare di lui, perché è eccellente vivanda" a eccezione fatta del cervello perché "mangiando di questo potrebbe perdere il senno e il giudizio chi ne mangiasse"[6].